# Batalla de la Cañada
La Batalla de la Cañada fue parte de la Revuelta de Taos, que fue una insurrección popular contra los Estados Unidos por civiles y militares mexicanos. Se llevó a cabo el 24 de enero de 1847, durante la Intervención estadounidense en México. 

## Antecedentes
Los insurgentes de Nuevo México, bajo la dirección de Pablo Chávez, Pablo Montoya y Jesús Tafoya, comenzaron a marchar hacia el sur del territorio ocupado por los estadounidenses, cerca de la ciudad de Santa Fe.

## Batalla
El Coronel Sterling Price, comandante de las fuerzas de los Estados Unidos en Santa Fe, había oído hablar de este movimiento insurgente, por lo que decidió reunir una fuerza de 353 soldados y marchar al norte para interceptar a su enemigo. Price se encontró con la gran fuerza insurgente sobre la cima de una colina cerca del pueblo de Santa Cruz de la Cañada. Los soldados de Price atacaron a los rebeldes que se dieron a la fuga pues Price les causó 36 muertes incluida la de Jesús Tafoya, uno de los líderes. 
Unos días más tarde, de nuevo Price derrotó a los insurgentes en la Batalla del Paso de Embudo obligándolos a retroceder y organizar fortificaciones durante el Sitio del Pueblo de Taos.
- Datos: Q4870683